# Trumbull Stickney
Pour les articles homonymes, voir Stickney et Trumbull (homonymie).
Joseph Trumbull Stickney (20 juin 1874 – 11 octobre 1904) est un lettré américain et un poète précieux connu surtout pour ses sonnets fin de siècle. 

## Biographie
Né à Genève, il vit longtemps en Europe, suit des cours à l'université de l'Université Harvard de 1891 à 1895, puis à la Sorbonne, où il devient le premier docteur ès lettres non francophone. Il y rédige 2 travaux : un sur Hermolao Barbaro, l'autre sur Les Sentences dans la poésie grecque.
Il prend un poste d'enseignant à Harvard mais meurt à Boston, à 30 ans, d'une tumeur cérébrale. Il appartient au groupe des poètes de Harvard (les Harvard Pessimists) qui moururent jeunes, comme Thomas Parker Sanborn, George Cabot Lodge, Philip Henry Savage et Hugh McCulloch.
Son poème Song (Chanson) est mentionné dans le film de Robert De Niro The Good Shepherd (Raisons d'État, 2006) : à Yale, un professeur homosexuel cherche à séduire un de ses élèves en lui faisant croire qu'il a composé ce poème, qui évoque la nature à la fin du printemps (le coucou (oiseau) chante not yet, pas encore, puis too late, trop tard...).

## Œuvres
- Dramatic Verses, 1902.
- The Poems of Trumbull Stickney (George Cabot Lodge, William Vaughn Moody et John Ellerton Lodge éd.), 1905.
- Trumbull Stickney, Amberys R. Whittle éd.), 1973.

### Sources
- Homage to Trumbull Stickney: Poems, 1968 (édité par James Reeves et Seán Haldane).
- Seán Haldane, The Fright of Time: Joseph Trumbull Stickney 1874-1904, 1970.
- Edmund Wilson, « The Country I Remember », dans The New Republic, 1940.